# GN-108036
GN-108036 – jedna z najbardziej odległych znanych galaktyk.
Galaktyka została odkryta w grudniu 2011 dzięki teleskopom Spitzera i Hubble’a. Jest to jeden z najbardziej odległych obiektów tego typu, jej przesunięcie ku czerwieni wynosi 7,2 – w momencie jej odkrycia (2011) znane były tylko dwie bardziej odległe galaktyki. Galaktyka sformowała się 750 milionów lat po Wielkim Wybuchu, jej światło potrzebowało 12,9 miliardów lat, aby dotrzeć na Ziemię.
Galaktyka jest bardzo aktywna w tworzeniu nowych gwiazd, rocznie rodzi się w niej około 100 nowych słońc. W porównaniu, w naszej Galaktyce, która jest ok. 100 razy bardziej masywna i 5 razy większa od GN-108036 powstaje rocznie około 30 nowych gwiazd.